# Tribalisme

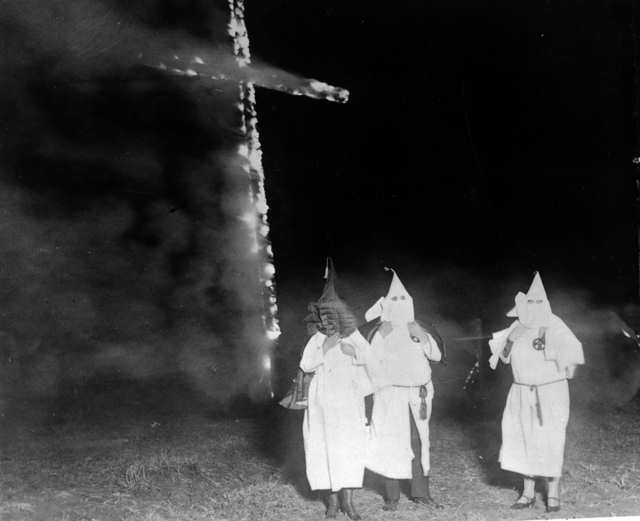
La creu ardent és un dels símbols dels grups sectaris del Ku Klux Klan que van imitar el catolicisme al punt d'usar peces sacerdotals, desenvolupant un ritual elaborat i una jerarquia igualment elaborada

El  tribalisme  és una organització social, històricament, la primera font d'identitat i certesa d'individu a grup, per a l'ésser humà. Engloba en una paraula les diferents manifestacions: creences, tradicions, llenguatge, art, cultura religions o pseudoreligions... que provenen de les petites comunitats anomenades tribus. Reafirma el sentit de pertinença i permet l'autorealització individual; en altres paraules, atorga sentit al món des d'una perspectiva d'abast immediat. En l'actualitat, se li diu a la unió o agrupació de persones amb costums, tradicions, origen ètnic o interessos comuns. Com que aquestes organitzacions són milers i totes aquestes característiques són moltes vegades diverses i exclusives d'una sola tribu, se les referencia totes per una mateixa denominació.

## Generalitats

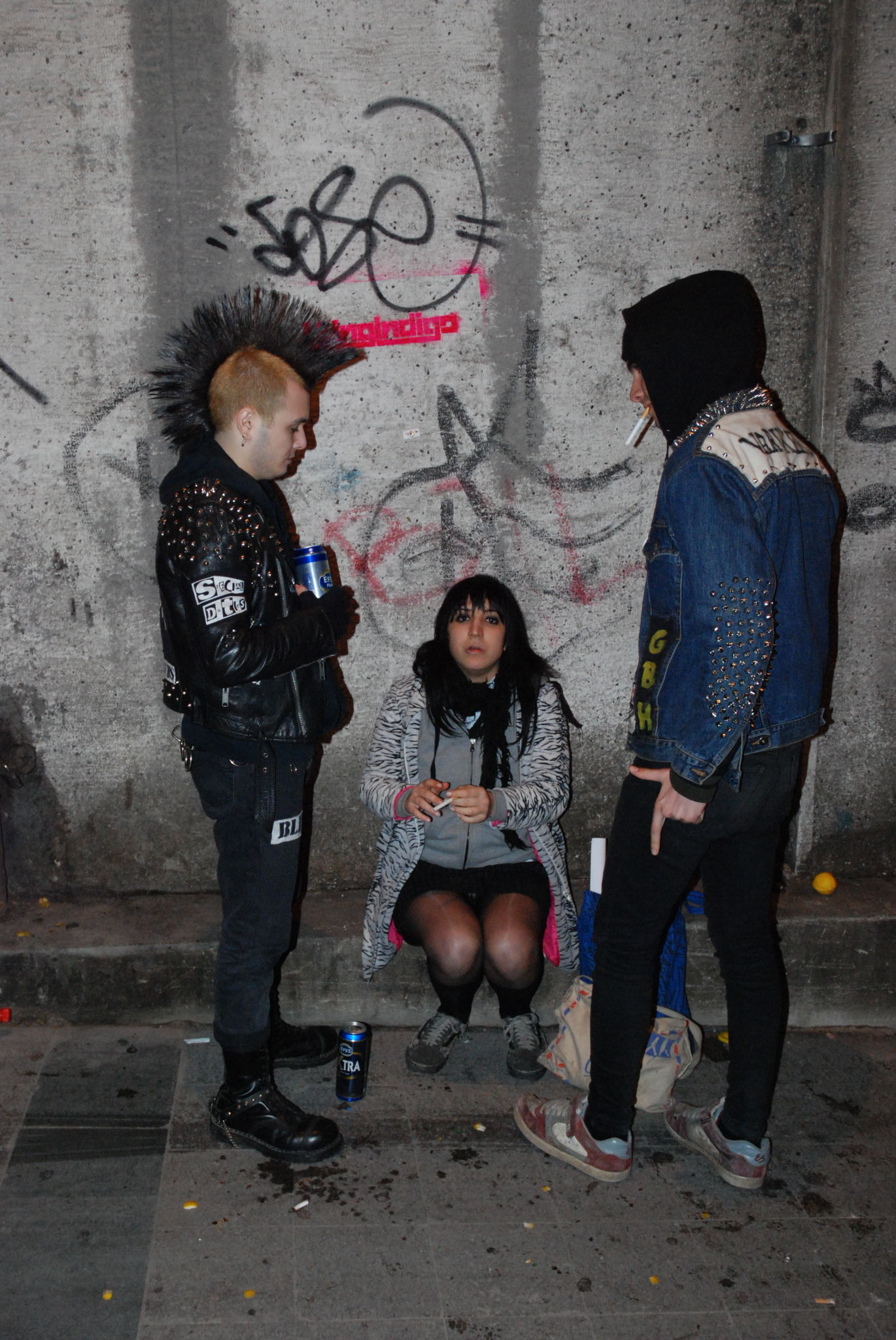
Punks al carrer, les tribus urbanes es desenvolupen en les grans urbs

La paraula tribalisme pot referir-se a dos conceptes diferents, però relacionats.
El primer és un sistema social en què la societat humana està dividida en petits subgrups independents anomenats tribus.
El tribalisme és una manera de restaurar l'ordre social, ja que centra en la família, consanguínia o no, l'eix central de la societat. Els seus costums tradicionals i la seva força grupal està basada en la família tribal.
L'altre concepte al qual la paraula tribalisme sovint es refereix és la possessió d'una forta identitat cultural o ètnica que separa un individu com a membre d'un grup de l'individu membre d'un altre grup. Aquest fenomen està relacionat amb el concepte de societat tribal en el qual això és una precondició per als membres d'una tribu, posseir un fort sentiment d'identitat per a la formació d'una veritable societat tribal. La distinció, després, d'aquestes dues definicions per a la paraula tribalisme és important perquè, mentre la societat tribal escassament existeix en Occident, tribalisme, per a la segona definició, està estesa. S'ha postulat que el cervell humà està lligat fortament al tribalisme a causa dels seus avantatges evolutius.
És el sentiment que té un ésser humà pel grup humà i/o mitjà al qual se sent lligat per uns determinats valors, cultura, història i afectes. És l'equivalent a l'orgull que sent una persona per pertànyer a una família, confraria o pàtria.
Els seus detractors afirmen que, si aquest sentiment no existís, es podrien evitar molts dels actuals problemes de convivència social, com són la integració forçada, el segrest de les dones i nens, l'assassinat, la xenofòbia, el racisme, el genocidi, l'extinció i les guerres. Sol anar acompanyat de la destrucció o l'espoli dels seus béns: cases, botigues, centres religiosos, etc. El terme ha estat usat històricament per a denotar actes de violència indiscriminada, siguin espontanis o premeditats.
La persecució entre éssers humans va molt més enllà d'estar dirigida a grups religiosos, ètnics o polítics. Qualsevol diferència identificable en aparença o comportament pot servir de base a la persecució.
Pensament de grup és un terme encunyat per descriure el procés pel qual un grup pot prendre decisions dolentes o irracionals. En una situació de pensament de grup, cada membre del grup intenta conformar la seva opinió a la que creuen que és el consens del grup.

## Tribu i tribalisme en antropologia

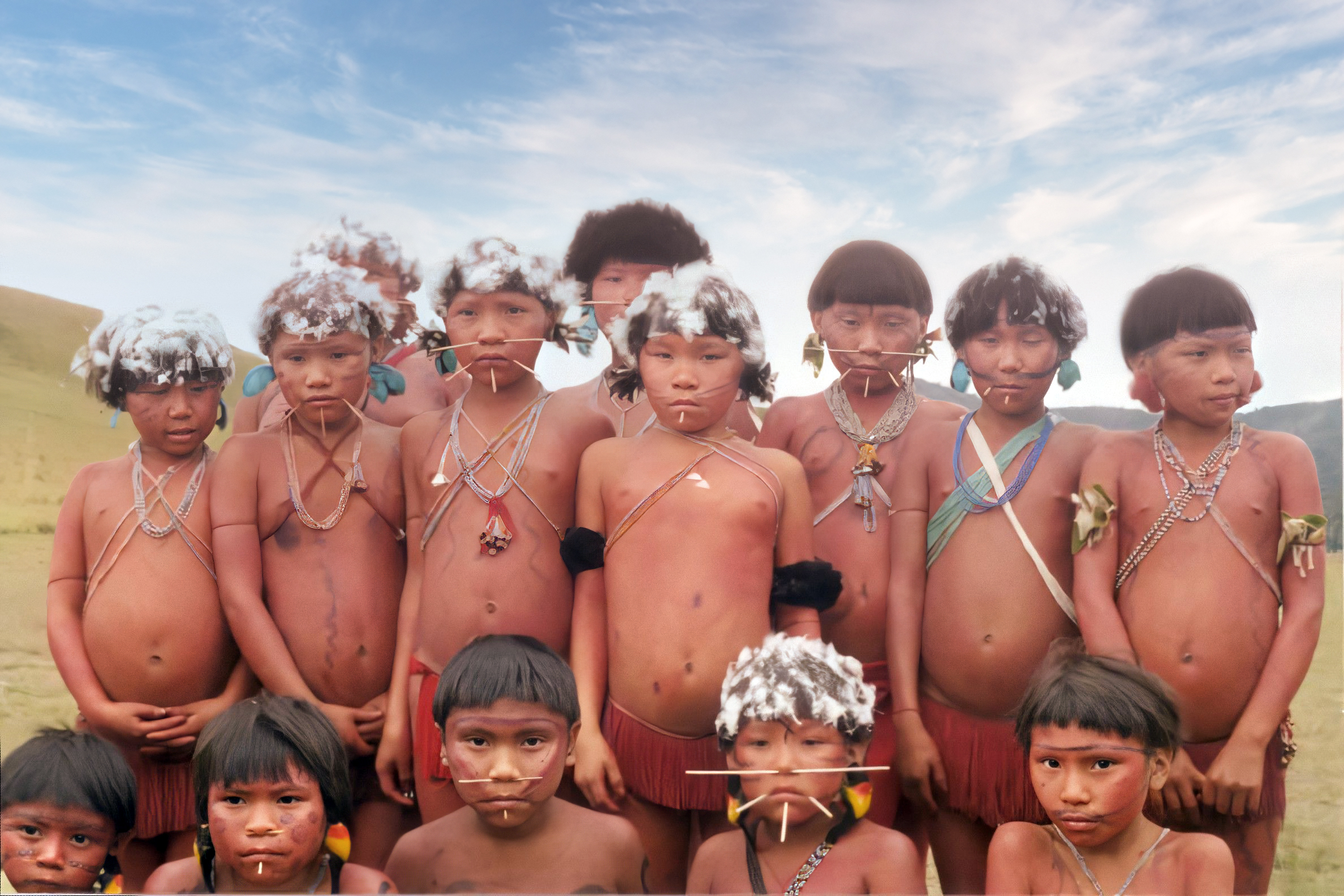
Nens yanomamis en l'estat d'Amazones, Veneçuela

Mentre que l'etnocentrisme és un sol dels molts mètodes menors d'agregació de la cultura universal humana, el terme tribalisme n'ha arribat a ser una mena de sinònim. Això és degut llargament a l'Eurocentrisme dels primers antropòlegs, que van plasmar la societat tribal en un model simplista d'evolució cultural.
La societat actual no és homogènia, sinó que continua dividida en petits subgrups. En les societats humanes, encara continua la persecució per part de sectes, tribus urbanes i altres grups tribals socials que s'organitzen al voltant d'afinitats triades, amb odi o por als diferents, i pretenen eliminar o integrar els altres esborrant-ne les diferències. Aquesta actitud tan estesa mostra la dificultat per a acceptar la diferència i no admetre la integració més que com una completa assimilació. Aquesta persecució no és reconeguda com a tal pels perseguidors, només per les seves víctimes o per observadors externs. L'eliminació de l'individualisme en les societats, la necessitat tribal de relacionar les persones, compartint gustos comuns, ha sorgit periòdicament al llarg de la història. Així, per exemple, va passar en el Renaixement o en la decadència romana dels segles iii i iv.
Els perseguidors no senten que hi hagi res de dolent en les seves accions o les racionalitzen com d'escassa importància o temporals si ho comparen amb el fi que busquen, contrarestar el que consideren una major i més seriosa amenaça. "El fi justifica els mitjans" mou els seus actes. Com en altres comportaments d'agressor i víctima, l'agressor culpa la víctima de l'agressió. La justificació més comuna és que busquen protegir-se a si mateixos, les seves famílies i la societat del que ells perceben com a perillosa influència del grup perseguit.

## Tribalisme i violència
El terme tribalisme, pres en el sentit de societat estructural, normalment porta unes connotacions relacionades, com que la societat no està només dividida en grups més petits, sinó que aquests grups són activament hostils els uns amb els altres. Encara, "tribalisme" com una estructura social connota una societat dividida en conflictes civils entre mirades de petits grups.